# Bayley
Pamela Rose Martinez (San Jose, 15 de junho de 1989) é uma lutadora de luta livre profissional estadunidense que atualmente trabalha para a WWE no programa Raw, sob o nome de ringue Bayley.

## Carreira no wrestling profissional

### Circuito independente (2008–2012)
Pamela foi treinada na Big Time Wrestling (Newark, Califórnia) por "Irresistible" Jason Styles. Ela fez sua estréia no ringue no final de 2008 sob o nome de "Davina Rose" na BTW, em parceria com Shane Ballard contra Melissa Coates e Shannon Ballard.
Pamela estreou na Shimmer Women Athletes em 1 de outubro de 2011 como "Davina Rose", aparecendo no SHIMMER volume 41, onde foi derrotada por Mercedes Martinez. Ao longo dos próximos volumes, Rose continuou perdendo para Portia Perez, Kellie Skater, Nicole Matthews e Saraya Knight em lutas individuais.

### World Wrestling Entertainment/WWE (2013–presente)

#### NXT (2013–2016)
Martinez fez sua estréia na WWE NXT em um evento ao vivo com uma máscara competindo como "Pamela". Ela fez sua estréia na televisão na WWE NXT sob o nome de ringue "Bayley". Em abril, Bayley foi derrotada por Emma num combate individual. Posteriormente, ela começou a usar uma gimmick de "fã". Em 12 de junho de 2013 no NXT, Bayley perdeu em seu retorno para Alicia Fox na primeira rodada do torneio pelo Campeonato Feminino do NXT. Na edição de 21 de agosto do NXT, Bayley enfrentou a então Campeã das Divas da WWE AJ Lee pelo título mas perdeu o combate. Na edição de 4 de setembro do NXT, Bayley se uniu com Charlotte derrotando Aksana e Alicia Fox, naquela que era a primeira vitória de Bayley. Em 25 de setembro no NXT, Bayley sem sucesso enfrentou Sasha Banks. Em 13 de novembro no NXT, Bayley e Charlotte perderam um combate para as “BFFs (Beautiful, Fierce Females)”  (Sasha Banks e Summer Rae), devido Charlotte atacar Bayley para se unir com Banks e Rae. Em 11 de dezembro no NXT, Bayley se uniu a Natalya derrotando Sasha Banks e Summer Rae. Em 8 de janeiro de 2014, Bayley acompanhada de Natalya derrotou Summer Rae. A 1 de maio, Bayley perdeu para Sasha Banks num torneio para coroar a Campeã Feminina do NXT, que na altura estava vago. Depois de vencer Charlotte num combate de duplas, Bayley derrotou Sasha Banks para se tornar a candidata principal ao Título Feminino do NXT de Charlotte, mas não conseguiu conquistar o título no NXT TakeOver: Fatal 4-Way, nem numa desforra no dia 2 de outubro. Em meados de outubro, depois de perder para Sasha Banks, Bayley foi atacada por Becky Lynch, que se aliou a Sasha e Bayley mais tarde formou uma aliança com Charlotte para rivalizar com with Banks e Lynch. No episódio de 27 de novembro do NXT, Bayley foi atacada por Banks and Lynch, lesionando o seu joelho no processo. Bayley regressou no episódio do NXT no dia 21 de janeiro de 2015 socorrendo Charlotte dum ataque de Banks e Lynch, atacando depois Charlotte. Um mês depois, no dia 11 de fevereiro no NXT TakeOver: Rival, Bayley competiu num combate Quadrilha Fatal pelo Título Feminino do NXT mas não conseguiu tornar-se campeã.

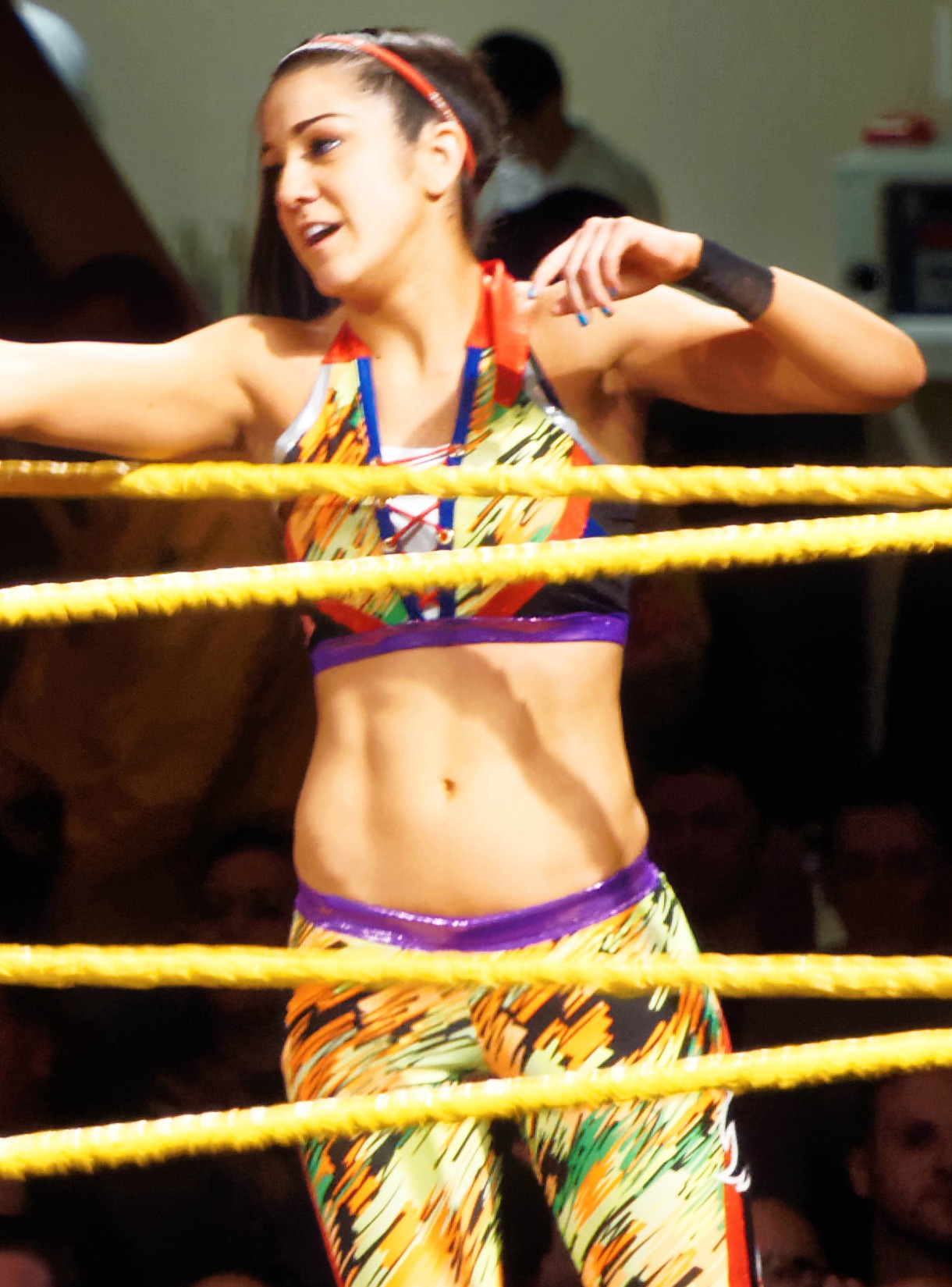
Bayley em março de 2015

Em março, Bayley começou a rivalizar com Emma depois da mesma criticar Bayley pelo seu excesso de simpatia, afirmando que isso impediu-a de se tornar Campeã Feminina do NXT. Isto levou a um combate no episódio de dia 1 de abril do NXT, que Bayley venceu. No episodio do NXT a 29 de abril, Bayley foi derrotada por Dana Brooke depois duma distração de Emma. Bayley vingar-se-ia de Emma na semana seguinte, quando a atacou após a sua derrota num combate contra Charlotte. No NXT TakeOver: Unstoppable a 20 de maio, Bayley juntou-se a Charlotte para derrotar Emma e Dana Brooke num combate de duplas. A 27 de maio, no NXT, Bayley perdeu um combate para Emma e após o combate, ela e Charlotte foram atacadas por Emma e Dana Brooke. Após uma breve ausência por lesão (Bayley partiu a sua mão), regressou no episódio de 22 de julho do NXT, onde derrotou Emma, terminando assim a rivalidade e dizendo, após o combate, que tinha o objetivo de se tornar Campeã Feminina do NXT.
Em agosto, depois de derrotar Charlotte, Bayley venceu Becky Lynch para se tornar a candidata principal ao Título Feminino do NXT. A 22 de agosto no NXT TakeOver: Brooklyn, Bayley venceu Sasha Banks para se tornar Campeã Feminina do NXT pela primeira vez, e após o cambate, Banks, Lynch e Charlotte celebraram a sua vitória com ela. numa desforra entre as duas, no evento principal do NXT TakeOver: Respect a 7 de outubro, no primeiro combate Ironman entre mulheres na história da WWE, Bayley venceu Sasha Banks por 3-2 conseguindo o terceiro pinfall a 3 segundos do fim do combate, mantendo assim o seu título. Durante o seu reinado, Bayley defendeu o seu título contra Alexa Bliss, Eva Marie, Nia Jax e Carmella.

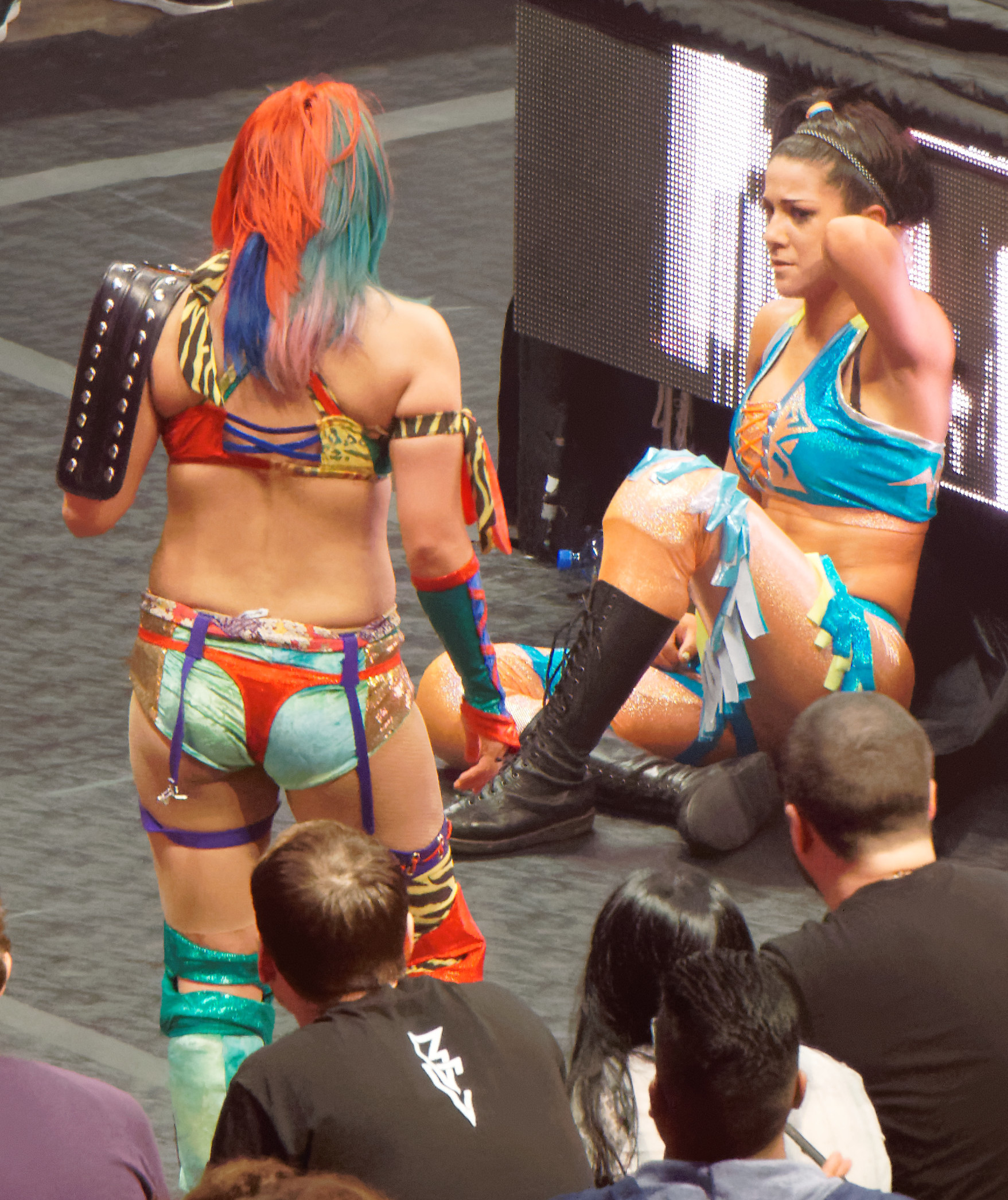
Bayley e Asuka após perder o seu título no NXT TakeOver: Dallas em abril de 2016

A 16 de março, no NXT, após Bayley e Asuka vencerem um combate de duplas, o Gerente Geral do NXT William Regal anunciou que Bayley iria defender o seu título contra Asuka a 1 de abril no NXT TakeOver: Dallas, onde Bayley perdeu o combate e o título para Asuka via submissão, terminando o seu reinado como campeã durante 223 dias. Após um tempo afastada dos ringues, Bayley regressou a 18 de maio no NXT depois de ser desafiada por Nia Jax para um combate na qual saiu derrotada. Depois de ser substituída por Jax no NXT TakeOver: The End devido a uma lesão (na história) que a impediu de ter a sua desforra pelo Campeonato Feminino do NXT de Asuka, Bayley regressou ao NXT no dia 18 de junho derrotando Deonna Purrazzo. A 27 de junho, no NXT, Bayley pediu a Gerente Geral do NXT William Regal a sua desforra contra Asuka pelo Campeonato Feminino do NXT no NXT TakeOver: Brooklyn II. Duas semanas mais tarde, no episódio de 10 de agosto do NXT, foi assinado um contrato pelo combate, sendo assim oficializado. No evento, a 20 de agosto, Bayley não conseguiu reconquistar o título, naquele que seria o seu último combate no NXT.

#### Raw (2016–presente)
Em 24 de julho no Battleground, Bayley fez a sua estreia no plantel principal e consequentemente estreia em um pay-per-view, após ser revelada como a parceira de Sasha Banks para o combate de Tag Team que as opunha a Charlotte e Dana Brooke.
Após estrear-se no plantel principal no Battleground, Bayley não ficou de forma permanente no plantel e a 22 de agosto no Raw, Bayley fez oficialmente a sua estreia no plantel principal após ter sido escolhida pelo Gerente Geral do Raw Mick Foley para fazer parte do programa, onde ela confrontou a então Campeã Feminina do Raw Charlotte desafiando-a para um combate pelo título, que Charlotte haveria de recusar e obrigou a sua protegida, Dana Brooke, a enfrentá-la num combate em que Bayley venceria. No Clash of Champions, Bayley não conseguiu vencer um combate de Ameaça Tripla de Eliminação contra Sasha Banks e Charlotte pelo Título Feminino do Raw Durante essa altura, Bayley começou a rivalizar com Dana Brooke. No Raw de 29 de setembro, Bayley juntou-se aos The New Day para derrotar a equipa de Dana Brooke, Luke Gallows e Karl Anderson e depois do combate, ambas lutaram nos bastidores. Brooke derrotou-a no episódio de 10 de outubro mas Bayley derrotou Brooke na semana seguinte. No Raw de 24 de outubro, Brooke atacou-a numa partida de braço de ferro, o que levaria a um combate no Hell in a Cell, que Bayley venceu.
No Raw de 31 de outubro, Bayley foi revelada como integrante da equipa feminina do Raw para o combate tradicional de 5 contra 5 de eliminação no Survivor Series, num combate em que ela e Charlotte foram as únicas sobreviventes. Depois do combate, Charlotte atacou Bayley. No Raw de 2 de janeiro de 2017, Bayley derrotou Nia Jax para se tornar a Candidata Principal pelo Campeonato Feminino do Raw de Charlotte Flair. Ela desafiou Flair pelo título no Royal Rumble mas não foi bem sucedida, perdendo o combate. Ela teve uma desforra pelo título, após ela, Cesaro e Sheamus derrotarem Flair, Gallows and Anderson na noite seguinte no Raw, com Bayley a conseguir o pin sobre Flair. Duas semanas mais tarde, na edição de 13 de fevereiro do Raw após ajuda de Sasha Banks, Bayley derrotou Charlotte Flair para se tornar Campeã Feminina do Raw pela primeira vez. No Fastlane, graças a uma distração de Banks, ela manteve o título num combate contra Charlotte Flair, terminando assim a maré de vitórias em pay-per-views (16) de Charlotte. Na WrestleMania 33, no primeiro combate de sempre de Bayley na WrestleMania, ela defendeu o seu título contra Charlotte Flair, Sasha Banks e Nia Jax num combate Quadrilha Fatal de Eliminação e Bayley eliminou, por último, Charlotte para manter o título. Na noite seguinte no Raw, Bayley juntou-se a Sasha Banks e Dana Brooke para derrotar a equipe de Nia Jax, Charlotte Flair e Emma, que regressou ao plantel. Já no Payback de 2017 acabou perdendo seu título de campeã do Raw para Alexa Bliss.

## No wrestling
- Movimentos de finalização
  - Belly to Bayley (side belly to belly suplex)
  - Rose Plant (arm twist transitado para um Headlock driver)
- Movimentos secundários
  - Double axe handle[10][64][65]
  - Diving elbow drop[66][67]
  - Knee drop[10][66][67]
  - Exploder suplex[67][68][69]

- Temas de entrada
  - "Misery Business" por Paramore (Championship Wrestling from Hollywood)
  - "California Love" porTupac Shakur (Circuito independente)
  - "Turn It Up" por CFO$ (11 de setembro de 2014 – 17 de outubro de 2019)
  - "Deliverance" por CFO$ (18 de outubro de 2019 – presente)

## Títulos e prêmios
- Pro Wrestling Illustrated
  - Wrestler Mais Inspiradora do Ano (2015 e 2016)
  - PWI classificou-a como #1 das 100 melhores lutadoras no PWI Female 50 em 2020.[70]

- WWE NXT
  - NXT Women's Championship (1 vez)

- WWE
  - WWE Raw Women's Championship (1 vez)
  - WWE Women's Tag Team Championship (2 vezes ) – com Sasha Banks
  - WWE SmackDown Women's Championship (2 vezes)
  - Money in the Bank  (2019)
  - Royal Rumble Match  (2024)